# Francesco Bossi
Francesco Bossi (* um 1395 in Cremona; † 13. September 1434 in Basel) war ein italienischer Doktor utriusque juris, Gesandter und Bischof von Como.

## Leben
Francesco Bossi entstammte einer mailändischen Adelsfamilie und war Sohn des Ratsherrn Antonio de Bossis. Er studierte Rechtswissenschaften und erhielt 1425, als er bereits Bischof von Como war, ein Lizenziat im kanonischen Recht von der Universität Pavia. Später promovierte er zum Doktor utriusque juris. Er wurde von seinen Zeitgenossen als homo literatus hoch geschätzt, verkehrte bei den Humanisten und war ein Freund von Gasparino Barzizza. Am 5. April 1428 wurde er zum päpstlichen Referendar ernannt. Als Papst Martin V. ihn am 12. Februar 1429 zum Bischof von Como ernannte, hatte er das kanonische Alter noch nicht erreicht. Am 6. Mai wählte er seinen Generalvikar und war damit bereits im Besitz der Diözese.
Er kümmerte sich um die bischöfliche Verwaltung, bemühte sich um eine stärkere Kontrolle des gesamten kirchlichen Besitzes in der Diözese, schob der zunehmenden Entfremdung des kirchlichen Besitzes einen Riegel vor und ordnete zu diesem Zweck an, dass urbari für die Kurie vorbereitet werden. Er verhandelte mehrmals mit dem Herzog von Mailand, um eine Senkung der Abgaben zu erreichen, die der Kirche auferlegt wurden. Als Francesco 1431 in die Enge getrieben wurde, weigerte er sich, den Obolus für die herzogliche Steuer zu zahlen und musste sich einem Prozess durch Laienbeamte unterziehen. Er stand jedoch in gutem Einvernehmen mit Filippo Maria Visconti, der ihn mit verschiedenen Ämtern betraute und ihn 1429 als Gesandter nach Venedig schickte.
Im Veltlin ließ er sich durch den Franziskaner (OFM) Pantaleone de Cintis aus Crema, vertreten und übertrug ab 1429 die päpstlichen Ämter an den ehemaligen Bischof von Cremona, Constantius de Fondulis. Auf Drängen des Herzogs nahm er 1432 am Konzil von Basel teil, und der Diözesanklerus beteiligte sich an den Kosten. Nach seiner Vereidigung am 23. Februar 1432 war er in verschiedenen Kommissionen tätig und versorgte den Herzog von Mailand mit wichtigen Informationen, um die vom Papst angedrohte Auflösung der Versammlung zu verhindern. Anstelle des Kardinallegaten führte er den Vorsitz bei der deputatio pro communibus im Jahr 1433. Am 17. Juli 1434 wurde er in die Kommission berufen, die Anweisungen für die Kardinäle ausarbeiten sollte, die als Delegierte zu Papst Eugen IV. entsandt wurden. Er erkrankte nach Mitte August und starb im Alter von noch nicht 40 Jahren. Seinem Wunsch entsprechend wurde er im  Kartäuserkloster Basel beigesetzt.